# BestPrice
BestPrice là công ty du lịch Việt Nam, thành lập từ năm 2010. Công ty có trụ sở chính tại thành phố Hồ Chí Minh và Hà Nội, 2 văn phòng đại diện tại Campuchia và Thái Lan.

## Giải thưởng
- Top 5 Dịch vụ Du lịch Trực tuyến được yêu thích nhất do khách bình chọn.
- Top 10 nhãn hiệu – thương hiệu nổi tiếng 2014[6].
- Công ty có khách đặt tour trực tuyến nhiều nhất 2019[7] - được Hiệp hội Du lịch Việt Nam tổ chức vào ngày 18 tháng 11 năm 2020[8].
- Top 10 trong chương trình vinh danh Travelers’ Best Choice Awards 2019 do khách du lịch bình chọn[9].